# Primeira Aliá
A Primeira Aliá (em hebraico: העלייה הראשונה; romaniz.: HaAliyah HaRishona), também chamada de Aliá dos Agricultores, foi a primeira onda de migração de judeus para a região da Palestina na Idade Moderna. Teve início em 1881 e durou até 1903-1904.
Durante essa aliá, quase 35.000 imigrantes (olim) chegaram na região, então parte da Síria otomana, provenientes principalmente da Europa Oriental (Império Russo e da Romênia), e em menor número do Iêmen. Eles fugiam de perseguições aos judeus em seus países de origem e, estimulados pelos movimentos Hovevei Zion e Bilu, buscaram trabalhar na agricultura, tendo criado muitas comunidades agrícolas, assentamentos e cidades como Petah Tikva,  Rishon LeZion, Rosh Pina e Zihron Yaakov. Eles encontraram grande dificuldade no trabalho e chegaram a enfrentar a fome e doenças. Muitos desistiram do projeto e voltaram para seus países de origem após alguns meses depois da chegada.